# أحمد مصطفى الحسيني
أحمد مصطفى الحسيني (1881 – 1963) سياسي لبناني ونائب سابق في البرلمان اللبناني، من بلاد جبيل في جبل لبنان. 

## ولادته ونشاته
ولد في مزرعة السياد التابعة لقضاء جبيل في جبل لبنان، وذلك في العام 1881 ميلادي.
تلقى علومه الأولى في المكتب الإعدادي في بيروت فأتقن اللغة العربية والتركية وآدابهما.
درس الفقه على شربل تخومي ودرس القوانين على عدة خبراء.

## في عهد المتصرفية
في عهد متصرفية جبل لبنان تولى عدة وظائف رسمية وهي: 
- عُيّن مديرا لناحية شمسطار التابعة لمتصرفية جبل لبنان وذلك عام 1907 ميلادي، ولكنه ما لبث ان استقال في السنة التالية.
- عُيّن عضوا في محكمة كسروان الابتدائية واستمر في هذه الوظيفة حتى سنة 1912 ميلادي.
- تمت ترقيته إلى رتبة مستشار في المحكمة في العام 1913 وبقي كذلك حتى العام 1916 ميلادي.
- عُيّن عضوا في مجلس إدارة متصرفية جبل لبنان في نيسان من العام 1915 ميلادي، عن بلاد كسروان.
- عاد إلى الوظيفة في المحاكم سنة 1918 ميلادي، وكان عضوا في دائرة الحقوق الإستئنافية لمدة سنة كاملة.

## في عهد الانتداب الفرنسي
كما في عهد المتصرفية، كذلك في عهد الانتداب الفرنسي فقد تولى العديد من المناصب:
- في العام 1922 عُيّن رئيسا لمحكمة بعلبك البدائية لكنه استقال وأعلن ترشّحه لانتخابات المجلس التمثيلي الأول.
- انتخب عضوا في المجلس التمثيلي الأول في لبنان في العام 1922 ميلادي، وشغل منصب أمين سر المجلس لمدة عام.
- في 25 حزيران من العام 1926 ميلادي، حل السيد أحمد الحسيني مكان إبراهيم حيدر في مجلس الشيوخ بعدما عزله المفوض السامي واستمر نائبا لغاية عام 1929 ميلادي.
- أعيد انتخابه نائبا عن جبل لبنان في الأعوام 1929 و 1937 ميلادي.

## في عهد الإستقلال
استمر السيد أحمد الحسيني نائبا عن جبل لبنان فقد تم انتخابه بعد الاستقلال في دورات عام 1943 ميلادي، و1947 و 1951 ميلادي.
ترأس جلسة انتخاب رئيس مجلس النواب بوصفة الأكبر سنا في تشرين الأول من العام 1945 ميلادي.
عُرف عنه ولاءه للرئيس إميل إده فتغيّب تضامنا معه عن جلسة انتخاب بشارة الخوري سنة 1943 ميلادي. كما تغيّب عن جلسة تعديل الدستور وعارض إسقاط نيابة إميل إده عام 1944.
عيّن في فترة الانتداب محققا عدليا للنظر في الاضطرابات التي وقعت في الشوف، وعارض في عهد الانتداب مشروع البنك السوري، وعمل على إنشاء طريق جبيل-قرطبا-العاقورة التي تربط بلاد جبيل ببلاد بعلبك.

## في الوزراة
- عُيّن وزيرا للأشغال العامة في أيار من العام 1927 في حكومة الشيخ بشارة الخوري.
- عُيّن وزيرا للزراعة في تشرين الأول من العام 1929 ميلادي في حكومة الرئيس إميل إده.
- عُيّن وزيرا للعدل في آذار من العام 1930 في حكومة الرئيس أوغست باشا أديب. ولكنه استقال في العام 1931 لأسباب صحية.
- عُيّن وزيرا للأشغال العامة في آذار من العام 1937 في حكومة الرئيس خير الدين الأحدب.
- عُيّن وزيرا للداخلية في كانون الأول عام 1941 في حكومة الرئيس أحمد الداعوق، واستقال لأسباب صحية في العام 1942 ميلادي.
- عُيّن وزيرا للعدل والزراعة في حكومة الرئيس سامي الصلح في تموز من العام 1942 ميلادي.
- عُيّن وزيرا للعدل في ايار عام 1946 في حكومة الرئيس سعدي المنلا.
- عُيّن وزيرا للعدل في حزيران من العام 1947 في حكومة الرئيس رياض الصلح.
- عُيّن وزيرا للأشغال العامة، في حكومة الرئيس سامي الصلح في شباط من العام 1952 ميلادي.

## أسرته
تاهل من السيدة سكينة الحسيني ولهما مصطفى وعلي.

## وفاته
توفي في 28 تشرين الأول من العام 1963 ميلادي.